# Ненашева, Катрин
Катрин Ненашева (полное имя Екатерина Алексеевна Ненашева; род. 1994, Краснодар) — современная российская художница, арт-активистка, режиссёр, правозащитница, представительница московского акционизма.
Известна своими многодневными перформансами на острые социальные темы.

## Биография
Родилась в Краснодаре в 1994 году.
В 2017 году закончила Литературный институт им. А. М. Горького (семинар поэзии), в этом же году — курс «Новейшее искусство» в школе современного искусства «Свободные мастерские» при MMoMA.
Живёт и работает в Москве.

## Творчество
Художница, арт-активистка, феминистка, представительница третьей волны акционизма.
В своих работах исследует границу между искусством и повседневностью, современные коммуникации и жизнь закрытых сообществ. Акции Ненашевой вписаны в городскую среду и имеют большую продолжительность (21 день, 23 дня, 30 дней).
Основные работы: «Не бойся» (2015), «На-казание» (2016), «Между здесь и там» (2017) Архивная копия от 29 декабря 2019 на Wayback Machine, «Груз 300» Архивная копия от 22 января 2019 на Wayback Machine (акция и закрытые показы по мотивам запрещенной выставки, 2018).
Инициатор серии передвижных антивоенных выставок «НЕ МИР» (2015—2016), прошедших в России, Белоруссии, Литве, Украине.
Участница фестиваля активистского искусства «МедиаУдар. Москва» (2015 и 2016).
Первая персональная выставка «Между здесь и там: истории городских изоляций» Архивная копия от 31 марта 2018 на Wayback Machine прошла в Галерее на Солянке в 2017 году.
Основательница и главный тренер Федерации Психосквоша России Архивная копия от 31 марта 2018 на Wayback Machine. С 2018 года ведет работу по созданию инфраструктуры для российского психоактивизма Архивная копия от 27 марта 2018 на Wayback Machine.
С октября 2016 года Катрин реализует долгосрочный проект «Между здесь и там», направленный на дестигматизацию в общественном сознании людей с ментальной инвалидностью и налаживание коммуникации между заключенными в психоневрологических интернатах и людьми из внешнего мира.
Ненашеву неоднократно задерживали в рамках акций. Так, во время проведения последней акции «Между здесь и там» в 2017 году художница была задержана на Красной Площади сотрудниками полиции с формулировкой «В виртуальной реальности ни в коем случае нельзя находиться в общественном месте. Здесь мир реальный.», и доставлена в ближайший отдел полиции, после чего её отвезли на освидетельствование в психиатрическую больницу.
В 2018 году Ненашева вместе с товарищем подверглась пыткам на территории ДНР со стороны донецких полицейских и военных.
По словам Архивная копия от 22 января 2019 на Wayback Machine Ненашевой, их вместе с товарищем арестовали, и после допросов в мешках и наручниках погрузили в грузовик, на котором доставили в неизвестное помещение и выбивали показания о том, что художница якобы планирует в ДНР акцию к инаугурации президента Российской Федерации. Переживанию пыток и посттратравматическому синдрому (ПТСР) посвящен проект художницы «Груз 300», экспозиция которого должна была открыться в московской Галерее на Солянке в сентябре 2018 года. Однако за несколько дней до открытия галерея отказалась проводить выставку. По заявлению Ненашевой Архивная копия от 22 января 2019 на Wayback Machine, отмена выставки связана с цензурой со стороны Департамента культуры, который, в свою очередь, получил указ от других ведомств. В декабре 2018 года директор галереи Федор Павлов-Андреевич покинул свой пост, указав Архивная копия от 22 января 2019 на Wayback Machine, что одной из причиной является несостоявшаяся выставка художницы. Ненашева продолжает работу над проект «Груз 300» в серии акций Архивная копия от 22 января 2019 на Wayback Machine и закрытых показов. Архивная копия от 22 января 2019 на Wayback Machine

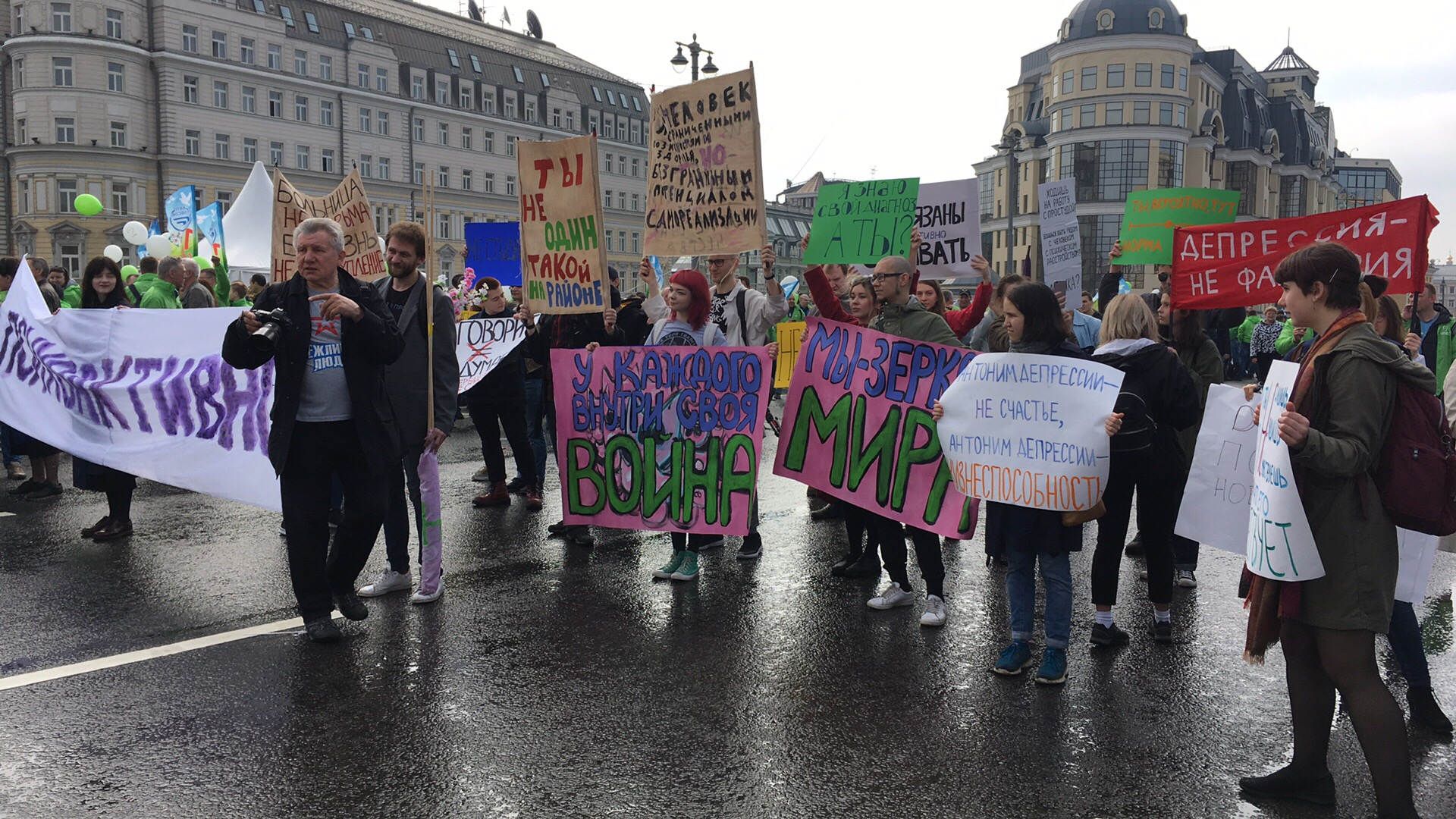
Проект Психоактивно на 1-майской демонстрации, Москва

Катрин Ненашева является одной из создательниц психоактивистского движения в России.
Проект «Психоактивно» — объединяет людей с ментальным расстройствами по всей России. Движение стало активно развиваться после 1-майской демонстрации 2018 года, когда колонну психоактивистов массово задержали на Васильевском спуске.

## Акции, перформансы
2015 Акция «Не бойся» (2015),
2016 «На-казание» (2016),
серии передвижных антивоенных выставок «НЕ МИР» (2015—2016)
2017
«Между здесь и там» (2017) Архивная копия от 29 декабря 2019 на Wayback Machine,
Акция «Федерация Психосквоша России/ Межтуризм. Тело как граница.»
2018
«Груз 300» Архивная копия от 22 января 2019 на Wayback Machine (акция и закрытые показы по мотивам запрещенной выставки).

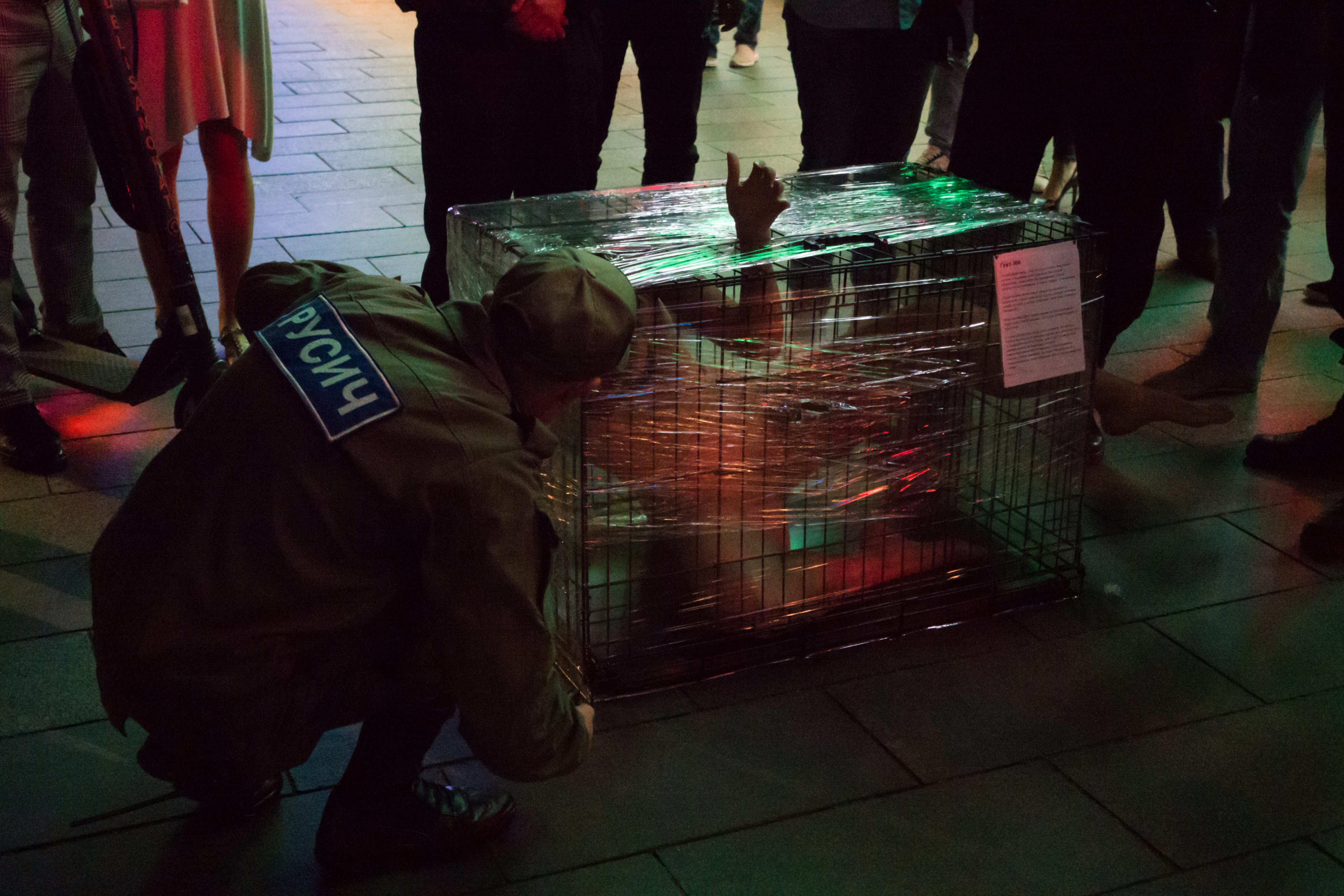
Акция «Груз 300»

Участие проекта «Психоактивно» в 1-майском шествии по Красной Площади
2019
Акция «Россия 20:20»

## Театральная деятельность
Катрин Ненашева является одной из создательниц Театра Груз 300, который возник в 2019 году после одноимённой акции. По словам Ненашевой, Театр Груз 300 — это акционистский театр, который экспериментирует с темами и пространствами, он является горизонтальным.
В 2019 году театр выпустил первые в России иммерсивные спектакли о пытках Груз 300 и фальсификациях и наркопотреблении Рейв 228.
Спектакли театра неоднакратно прерывала полиция. В июне 2019 года показ спектакля Груз 300 во Владимире и вовсе был запрещен местной администрацией.
В состав театра входят художники Саша Старость, Диана Мейерхольд, Константин Чаплий, Стас Горев, Олеся Гудкова, Полина Андреевна.

## Образовательная деятельность
Один из принципов работы художницы — партисипация и включение в создание акций или арт-проектов людей разных возрастов и профессий.
В 2019 году Ненашева вела один из первых в России курсов по акционизму и арт-активизму (в проекте Антиуниверситет). Так, студенты курса создали проект «Следуй», рефлексирующий проблему распознавания лиц и камер видео-наблюдения. В феврале 2020 года художники были задержаны у администрации президента за нанесение защитного грима против распознавания.
В 2020 году Ненашева (совместно с Сашей Старость) создала проект «Мастерские памяти», в рамках которых художники рефлексируют смерти, связанные с социальными или политическими проблемами и создают мемориальные перформансы или объекты, посвященные обычным россиянам.
Так, первая акция участников мастерской прошла в Санкт-Петербурге в феврале 2020 года и была посвящена памяти Дмитрия Федорова, погибшего в Омске в 2019 году после подброса наркотиков.

## Выставки
2015
«Не бойся. Документация» Краснодарский институт современного искусства (совместно с Виктором Новиковым) персональная выставка.
И — искусство, Ф- феминизм", НИИ ДАР
2016
НЕМИР, (уличная выставка, Москва/ Санкт-Петербург/ Минск), куратор
2017
Триеннале российского современного искусства в музее Гараж
«ВИНОВЕН!», выставка в ММСИ на Гоголевском,
«Между здесь и там», галерея на Солянке, (персональная выставка)
2018
«Груз 300: коллажи переживаний», галерея на Солянке, выставка была закрыта по проекции Департамента культуры),
«Акционизм и арт-активизм 2020: что дальше?», ЦТИ Фабрика, 2020, куратор

## Номинации
- 2017 — С перформансом «На-казание» художница была выдвинута на премию Кандинского в номинации «Молодой художник»[28].
- 2018 — Художница была номинирована на правозащитную и общественно-политическую премию Бориса Немцова[29].
- 2018 — Художница вошла в «Топ-100 выдающихся людей» по версии журнала «Русский репортер» в разделе «Культура и искусство». Архивная копия от 22 января 2019 на Wayback Machine

## Цитаты
«Каждый раз, выходя на акцию, я подсознательно готова к тому, что день закончу в отделении полиции»
«Людям интересно наблюдать за героем, — говорит создательница проекта, — их можно разделить на несколько типов: те, кто переживает депрессию сейчас, те, кто переживал депрессию когда-то, и те, кто с этим состоянием никогда не сталкивался. Первые ассоциируют себя с героем, и им хочется с помощью этой игры освоить новую технику борьбы с депрессией. Вторые пытаются прощупать разные действия ради интереса. Третья категория зрителей просто наблюдает за происходящим в прямом эфире как за шоу. Эти люди могут голосовать за самые разные действия. Они хотят зрелищности».